# Miège
Cet article concerne la commune suisse. Pour les autres significations, voir Miège (homonymie).
Cet article possède un paronyme, voir Mièges.
Miège est une ancienne commune suisse du canton du Valais, située dans le district de Sierre.
Elle fusionna le 1er janvier 2021 avec ses voisines Veyras et Venthône pour former la commune de Noble-Contrée.

## Géographie

Photo aérienne prise en 1949.

Sur ces terres graveleuses et sèches qui bénéficient d'un ensoleillement intense, l'épi doré a fait place au cep de vigne.
Le Miégeois a su garder la maîtrise de son avenir, et le cheminement qu'il a parcouru sur la voie du progrès et du mieux-être, n'a pu combler ses aspirations qu'en s'accompagnant de réalisations d'un ordre plus élevé.
Il faut évoquer le développement culturel, les sports, l'évolution sociale, mais il faut évoquer surtout le remaniement parcellaire intégral décidé en 1973. En l'espace de huit ans la topographie du vignoble a été totalement bouleversée. Disparues les vignes en escaliers, les murs en pierres sèches, cette mosaïque de petits carrés et rectangles évoquant un paysage aztèque, cultures en terrasses au flanc des collines, avec çà et là un vieux prunier ou cerisier sauvage.
Plus de deux millions et demi de terre ont été tournées et les 1 724 petites et anciennes parcelles ont été remaniées et reconstituées en 774 parcelles. Le réseau des routes qui était anciennement d'environ 8 km, est aujourd'hui de 28 km et il dessert toutes les parcelles par le haut et le bas. L'irrigation du vignoble s'effectue par un système fixe totalement enterré avec 3 500 arroseurs disposés suivant un réseau de 18 × 20 m.
Sur une aire de 120 hectares, on y cultive aujourd'hui principalement le chasselas et le pinot, mais également de nombreuses spécialités.

## Histoire
Par sa situation, vers 700 m d'altitude et son orientation plein sud, le plateau fertile miégeois a été probablement peuplé depuis les époques les plus lointaines. Mais il n'y a pas d'archives antérieures au début du XIIe siècle et les bâtisses antérieures  à la fin du XVe siècle n'existe plus.
L'histoire de Miège se confond avec celle du Valais, mais les premières mentions dans les archives remontent à :
| 1203            | Cordonam (Cordona) |
| 1226            | mieio (Miège) |
| 1238            | Pierre de Miège prêtre à Laques |
| 1331            | Jean Chablo de cordona reconnaît détenir 1/6 de l'alpage du Sex                                                                                            |
| 1342            | damenona (Aminona) |
| 1351            | les gens de la Contrée de Sierre élisent leurs magistrats                                                                                                  |
| 1360            | sentence de l'évêque ayant trait aux alpages à l'est de la Raspille                                                                                        |
| 1434            | destruction par des gens de Salquenen, Varone et Loèche, du bisse de la Tièche ouvert par les propriétaires de la Contrée                                  |
| 1435 et 1490    | partages des eaux de la Raspille |
| 1469            | merdesson (Merdéchon) |
| 12 janvier 1642 | selon une entente Miège doit entretenir les chemins de Miège-Venthône, Miège-Aminona, Miège-La Poprija.                                                    |
| 1630 et 1660    | la commune achète différents locaux : cave, écurie, salle, habitations                                                                                     |
| 1717            | construction de la maison bourgeoisiale sur d'anciens locaux                                                                                               |
| 1857            | incendie et reconstruction de la maison bourgeoisiale, en 1954 restauration importante                                                                     |
| 1889            | inauguration de la route Miège - Glarey, construction de la 1 ère école avec laiterie au sous-sol, installation des hydrants, fontaines et bassins publics |
| 1932            | construction de la route Sierre - Montana |
| 1956            | ouverture de la route Miège - Veyras |

### Le Valais épiscopal
En 999, Rudolphe III, dernier roi de Bourgogne donne le Valais à l'évêque de Sion. Dès lors, Miège est rattaché à la châtellenie de Sierre, sous la juridiction des évêques de Sion.
Pour lutter contre l'emprise des ducs de Savoie et de la noblesse féodale, les évêques accordent des franchises au peuple valaisan afin de s'assurer leur soutien, c'est l'origine de l'émancipation des communes.

### La contrée de Sierre
Dès 1302, les communautés de la Contrée de Sierre se regroupent en une fédération pour gérer les biens communs : forêts, pâturages, construction et entretien des chemins et du réseau d'irrigation; pour l'organisation militaire, la justice et l'assistance publique.
Chaque communauté est administrée par un procureur (président) et par un châtelain (juge).
Les assemblées des villages et paroisses, celles de la Contrée de Sierre et celles du dizain représentent le pourvoir législatif.

### Le nouveau régime
En 1798, la Révolution française met fin à l'Ancien Régime. Les communes deviennent autonomes et sont administrées par un président et des conseillers, le juge remplace le châtelain et l'organisation actuelle se met en place, la Grande-Bourgeoisie de la Noble-Contrée réunit les bourgeoisies de Miège, Veyras, Venthône, Mollens et Randogne. Sierre forme une commune et une bourgeoisie indépendantes.

## Culture et patrimoine

### Patrimoine bâti
- Centre du vieux village
- Colline du cimetière
- Chapelle de Notre-Dame de la Salette
- Chapelle de Ste-Marguerite
- Eglise paroissiale
- Maison bourgeoisiale

### Personnalités
- Francine Clavien, poète née à Miège ;
- Alexandre Moos, cycliste professionnel ;
- Johann Tschopp, cycliste professionnel ;
- Fanny Clavien, karatéka.

### Héraldique
| Blason | Blasonnement : « De gueules à une gerbe de blé d'or accostée de deux ceps de vigne de sinople, fruité chacun d'une grappe d'or, mouvant les trois d'un mont à trois coupeaux de sinople, le tout surmonté d'un soleil figuré d'or. » |

Les armoiries de Miège sont adoptées en 1939. Le soleil représente Sierre tandis que les blés et les raisins représentent les produits du sol de Miège.

### Fonds d'archives
- Fonds : Miège, Commune / Bourgeoisie (1467-1985) [3,80 mètres].  Cote : CH AEV, AC Miège. Sion : Archives de l'État du Valais (présentation en ligne).